# Weerwolf (Harry Potter)
Weervolven (Engels: Werewolfs) zijn fabeldieren uit de Harry Potter-boekenreeks van J.K. Rowling.
De weerwolf is een dier dat alleen in de korte periode van een volle maan bestaat. Buiten die periode is de weerwolf een normaal mens. Een weerwolf is te onderscheiden van een echte wolf door enkele specifieke lichamelijke karakteristieken, zoals de pupillen, de snuit en de staart. De meeste weerwolven leven afgezonderd van de samenleving en moeten voedsel stelen om te overleven.

## Besmetting en genezing
Wanneer men gebeten wordt door een weerwolf in wolvengedaante wordt men ook een weerwolf. Wanneer dit gebeurt moet men leren leven met deze aandoening. Toverdrankbrouwer Damocles Belby ontwikkelde een brouwsel, Wolfsworteldrank, dat de besmette persoon in staat stelt enkele effecten onder controle te houden wanneer hij transformeert in een weerwolf. Doordat de drinker bij zinnen blijft, kan hij voorkomen dat hij anderen kwaad doet. Niets in de tovenaarswereld kan een weerwolf volledig genezen. In sommige gevallen kan deze aandoening overgedragen worden op het nageslacht.

## De weerwolven in Harry Potter
Er zijn slechts drie weerwolven bekend in de Harry Potter boekenreeks: Remus Lupos, een naamloos personage die op dezelfde afdeling lag als Arthur Wemel in St. Holisto's Hospitaal voor Magische Ziektes en Zwaktes en Fenrir Vaalhaar, een aanhanger van Voldemort die verantwoordelijk is voor de besmetting van Lupos.
In Harry Potter en de Halfbloed Prins doodt Vaalhaar een vijfjarig kind en valt hij Bill Wemel aan. Tijdens de aanval op Bill was Vaalhaar echter niet in de gedaante van een wolf, hierdoor is Bill geen volledige weerwolf geworden. Hij heeft er echter wel wolfachtige trekjes aan overgehouden, zoals de voorkeur voor rauw vlees.
Gladianus Smalhart beweert de Homorphorus-spreuk gebruikt te hebben om de weerwolf uit Wagga Wagga terug te transformeren in een mens. Het is niet duidelijk of deze spreuk een permanente genezing bewerkstelligt of dat het enkel tijdens de volle maan werkt. Gezien de geringe geloofwaardigheid van Smalhart is het bepaald niet zeker of de spreuk de gewenste uitwerking heeft gehad.